# Харчлаа Платон Семенович

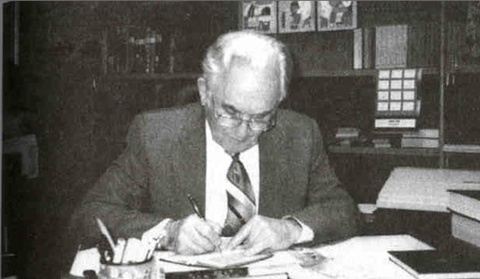

Харчлаа Плато́н Семе́нович (14 вересня 1918, Ткварчелі, Абхазія — 4 липня 2015, Ашфорд, США) — професор богослов'я, християнський апологет, автор багатьох книг і статей, місіонер. Член Церкви євангельських християн-баптистів.

## Біографія
Народився 14 вересня 1918 р. у селищі Ткварчелі в Абхазії в родині хлібороба. 1939 р. вступив у Московський інститут історії, філософії і літератури. Був мобілізований для участі у Радянсько-фінській війні.
Продовжив навчання у військово-політичній школі Московського військового округу, яку закінчив у званні начальника-бібліотекаря військових частин. Деякий час працював начальником військового клуба.
Знов мобілізований у перший день німецько-радянської війни, протягом якої потрапив у полон. В евакуації у Данії (в м. Копенгаген) 2 листопада 1947 р. прийняв водне хрещення зануренням. Проповідував Євангеліє датчанам, росіянам, українцям і латишам.
Продовжував місіонерське служіння в Південній Америці, в Аргентині (де закінчив семінарію). Активний член Російсько-українського союзу євангельських християн-баптистів (м. Ашфорд, США).
Після перебудови неодноразово приїжджав у Росію, Абхазію, в Україну й Білорусь з метою надання допомоги в євангелізації, навчанні пасторів, у підтримці християнських видавництв у Росії й інших країнах СНД і в поширенні духовної літератури.
Помер 4 липня 2015 року, в (м. Ашфорд, Коннектикут, США).